# Hrvatska Radiotelevizija
Hrvatska radiotelevizija ou simplesmente HRT é uma empresa de radiodifusão pública croata. Opera vários canais de rádio e televisão, através de uma rede transmissora doméstica e também por satélite. Em 2014, mais de 85%  da receita da HRT veio de taxas de transmissão de usuário com cada família na Croácia obrigada a pagar 79 HRK (~ € 10) por mês por um único aparelho de televisão, com o restante sendo composto de publicidade (que é limitado por lei).[carece de fontes?] A HRT está dividida em três empresas conjuntas - Rádio Croata (rádio Hrvatski), Televisão Croata (Hrvatska televizija) e Produção Musical (Glazbena proizvodnja).
O fundador da HRT é a República da Croácia, que exerce os direitos de seu fundador por meio do Governo croata. A Rádio Croata (então Rádio Zagreb) foi fundada em 15 de maio de 1926. Esta data é considerada a data de fundação da HRT. A Televisão Zagreb (hoje Televisão Croata) começou a transmitir em 7 de setembro de 1956. Pela lei promulgada pelo Parlamento Croata em 29 de junho de 1990, a Rádio Televisão Zagreb foi renomeada para HRT.
A HRT opera como prestadora de serviços públicos de radiodifusão e a Croácia oferece financiamento independente de acordo com a Lei das Companhias de Radiodifusão da Croácia e as Regras de Auxílio Estatal para Serviços de Radiodifusão Pública. No desempenho de suas atividades, a HRT é independente de qualquer influência política e interesse comercial. Além do portal de televisão, rádio e internet, a HRT também inclui a HRT Symphony Orchestra, HRT Jazz Orchestra, HRT Tamburitza Orchestra e HRT Choir. Em 25 de maio de 2012, o arquivo do programa de televisão e rádio da HRT e o seu acervo de produção musical foram classificados como patrimônio cultural croata.

## História
A Croata Radiotelevision é a sucessora direta da estação de Rádio Zagreb (Radio stanica Zagreb) que começou a transmitir em 15 de maio de 1926 sob seu primeiro diretor e co-fundador, dr. Ivo Stern. Durante os primeiros 14 anos de existência, a estação de rádio Zagreb foi propriedade de uma empresa privada. A Rádio Zagreb foi nacionalizada em 1º de maio de 1940. Durante o Estado Independente da Croácia, a estação era conhecida como Hrvatski krugoval. Após a Segunda Guerra Mundial, começou a operar como uma estação de rádio estatal. A estação de rádio Zagreb foi a primeira estação de transmissão pública na área do sudeste europeu, incluindo países da ex-Iugoslávia. No final do primeiro ano de operação, a empresa Rádio Zagreb tinha pouco mais de quatro mil assinantes. No 30º aniversário do estabelecimento da estação de rádio de Zagreb, em 15 de maio de 1956, o primeiro programa de televisão foi transmitido a partir do transmissor construído em Sljeme. Nos dois anos seguintes, este foi o único serviço de transmissão de TV na área do sudeste europeu. Esta foi a primeira estação de TV na Iugoslávia e mais tarde se tornaria uma estação colorida em 1972. Em junho de 1990, o Parlamento croata renomeou a empresa de Radiotelevizija Zagreb para Hrvatska radiotelevizija. Em 1º de janeiro de 1993, a HRT foi admitida como membro ativo de pleno direito da European Broadcasting Union. Os canais de televisão foram transmitidos sob o nome de "Televisão Croata", Hrvatska televizija (HTV) entre 1990 e 1993. Desde então, o nome atual tem sido usado. A unidade de transmissão de rádio é conhecida como "Rádio Croata", rádio Hrvatski (HR).

## Canais de televisão
- HRT 1 (ou programa Prvi): primeiro canal de TV da HRT, anteriormente conhecido como TVZ 1. É um canal geral com notícias diárias de todo o mundo, documentários, programas religiosos, séries e filmes.
- HRT 2 (ou programa Drugi): o segundo canal da HRT, anteriormente conhecido como TVZ 2. É usado principalmente para transmissões de esportes e programas de entretenimento. O canal é conhecido por suas extensas filmagens de filmes antigos. Ele também transmite programas educacionais.
- HRT 3 (ou programa Treći): terceiro canal da HRT, utilizado principalmente para cultura, filmes e documentários. Ele era popular no final dos anos 90 e saiu do ar em 2004. Ele voltou ao ar em setembro de 2012.
- HRT 4 (ou programa Četvrti): o quarto canal da HRT, com noticiários, começou a ser veiculado em dezembro de 2012.
- HRT 5 (ou programa Peti): o quinto canal internacional da HRT, transmitindo uma ampla variedade de programas de seus canais domésticos para as diásporas croatas na Europa, América do Norte, Austrália e Nova Zelândia.

#### Regionais
- HRT estação regional Čakovec-Varaždin
- HRT estação regional Osijek
- HRT estação regional Rijeka-Pula
- HRT estação regional Split-Dubrovnik
- HRT estação regional Zadar-Šibenik

## Estações de rádio
- HR 1 - Estação primária de nível nacional, principalmente programação séria. Notícias a cada hora com músicas antigas e pop local.
- HR 2 - programação de entretenimento incluindo música popular, com notícias seguidas de boletins de trânsito na marca de meia hora
- HR 3 - música clássica e drama de rádio

#### Estações regionais
- HR Dubrovnik - com sede em Dubrovnik, cobre o condado de Dubrovnik-Neretva
- HR Knin - baseado em Knin, cobre o condado de Šibenik-Knin
- HR Osijek - baseado em Osijek, cobre o condado de Osijek-Baranja HR Pula - baseado em Pula, cobre o condado de Istria
- HR Rijeka - com sede em Rijeka, cobre o condado de Primorje-Gorski Kotar
- HR Sljeme - com sede em Zagreb, cobre a cidade e o condado de Zagreb circundante
- HR Split - com sede em Split, cobre o condado de Split-Dalmatia
- HR Zadar - com sede em Zadar, cobre o condado de Zadar

#### Serviço internacional
- Voice of Croatia (Glas Hrvatske) - Foi para o ar com uma programação para croatas que vivem no exterior, grupos minoritários da Croácia e a comunidade internacional. Embora esteja principalmente no idioma croata, a estação também oferece notícias curtas e segmentos em inglês, alemão, italiano, húngaro e espanhol em diferentes horários do dia.

A estação em Zadar foi um dos mais poderosos da Europa e à noite podia ser ouvido na maior parte do continente com a programação JRT (Iugoslavo) e posterior HR (Croata) de Zagreb e Pula. No entanto, foi seriamente danificado durante o bombardeio sérvio da cidade no início de 1990, e tem operado com potência um tanto reduzida desde 1134 kHz. O transmissor foi reconstruído em 2004. Consiste em 4 mastros, cada um com 132 metros de altura. Ele foi retirado do ar em 1º de janeiro de 2014.

## Logos
| 1956–1990 | 1990 | 1990–2000 | 2000–present |
| --------- | ---- | --------- | ------------ |